# Kerivoula cuprosa
Kerivoula cuprosa är en fladdermusart som beskrevs av Thomas 1912. Kerivoula cuprosa ingår i släktet Kerivoula och familjen läderlappar. IUCN kategoriserar arten globalt som otillräckligt studerad. Inga underarter finns listade i Catalogue of Life.
Denna fladdermus förekommer med två från varandra skilda populationer i västra och centrala Afrika. Den första i Guinea, Liberia samt Elfenbenskusten och den andra från Kamerun till norra Kongo-Kinshasa. Arten vistas i låglandet och i kulliga områden upp till 600 meter över havet. Habitatet utgörs av fuktiga och torra skogar. Individerna vilar vanligen gömd i den täta växtligheten.